# RRR (漫画)
『RRR』（ロックンロールリッキー）は、渡辺潤による日本の漫画作品。『週刊ヤングマガジン』（講談社）において、2007年1月29日から2009年8月24日発売号まで連載された。単行本は全10巻。

## ストーリー
主人公は27歳フリーター、岩巻力太郎である。バンドは続けているが、真剣味は薄れて、体もビール腹。彼女はプロのカメラマンになりたいと思っていて、このぬるま湯状態に愛想を尽かす。そんな状態で、一旗揚げてやる、と意地になる。一方、彼と同い年のボクシング世界チャンプは防衛成功直後に引退を表明する。そんなとき、事故死した姉の息子、青空君を引き取り、力太郎はテレビの企画番組に目を付けられ、プロボクサーを目指すことに…。

## 登場人物
岩巻力太郎（いわまき りきたろう）
主人公。27歳。Rockに生きるダメ男（ロックンロール・リッキー）は、ギタリストデビューという悲願を捨て、事故死した姉の交通遺児の青空を引き取り、なんの準備もなく父親になり、ついでに無職・退路なし……。そんなとき、『素人（しろうと）ボクサーがプロテストに挑戦!!』という企画のTVバラエティへの出演依頼が舞いこんで、「減量できたらメジャーデビュー（かも？）」という最後のチャンスに食らいつき、ボクシングという運命に出会って「遅咲き子連れボクサー」として、運命を切り開いていく 。ピンチに陥ったときなどに、ジミ・ヘンドリックスなど、ロックの先人の言葉を思い出し、励みや指針にしている。
青空
事故死した姉の息子。

## 書誌情報
- 渡辺潤 『RRR』 講談社〈ヤンマガKC〉、全10巻
  1. 2007年9月6日発売、ISBN 978-4-06-361581-4
  2. 2007年9月6日発売、ISBN 978-4-06-361582-1
  3. 2007年12月6日発売、ISBN 978-4-06-361629-3
  4. 2008年4月4日発売、ISBN 978-4-06-361662-0
  5. 2008年7月4日発売、ISBN 978-4-06-361694-1
  6. 2008年11月6日発売、ISBN 978-4-06-361728-3
  7. 2009年2月6日発売、ISBN 978-4-06-361752-8
  8. 2009年5月11日発売、ISBN 978-4-06-361782-5
  9. 2009年8月6日発売、ISBN 978-4-06-361813-6
  10. 2009年10月6日発売、ISBN 978-4-06-361825-9